# Bin Shimada
Bin Shimada (jap. 島田 敏 Shimada Bin; ur. 20 listopada 1954 w Niigacie) – japoński aktor głosowy, związany z Aoni Production.

## Wybrana filmografia

### Anime
- 1981: Dr. Slump
- 1984: Hokuto no Ken jako Juda
- 1985: Kidō Senshi Zeta Gundam
- 1987: Baśnie braci Grimm
- 1988: Mały lord jako Wilkins
- 1989: Księga dżungli jako Nil (a.k.a. Sanjay)
- 1990: Tajemniczy opiekun jako Jimmy Pendleton
- 1990: Robin Hood jako Mały John
- 1991: Krzysztof Kolumb jako Krzysztof Kolumb
- 1989: Dragon Ball Z jako Zachodny Kaio
- 1996: Dragon Ball GT jako Son Para
- 1997: Pocket Monsters jako doktor Akihabara
- 1999: One Piece jako Wapol
- 2003: Sonic X jako Bocoe, Chuck
- 2008: Yes! Pretty Cure 5
- 2010: Dragon Ball Kai – jako Bóg (Rola przejęta po Takeshi Aono), Babidi (Rola przejęta po Jouji Yanami) i Zachodny Kaio

### Seriale tokusatsu
- 2002: Ninpū Sentai Hurricanger